# Poroderma pantherinum
Espèce
Répartition géographique
Statut de conservation UICN

 LC  : Préoccupation mineure
Poroderma pantherinum est une espèce de requins.